# Leptoconops albiventris
Leptoconops albiventris är en tvåvingeart som beskrevs av Meijere 1915. Leptoconops albiventris ingår i släktet Leptoconops och familjen svidknott. Inga underarter finns listade i Catalogue of Life.